# تخصیص دارایی
تخصیص دارایی (به انگلیسی: Asset Allocation) فرایندی که در آن پرتفویی از دارایی‌های مختلف مثل سبد سهام، اوراق قرضه و وجوه نقد، تشکیل می‌شود. هدف تخصیص دارایی، کاهش ریسک بوسیله متنوع‌سازی پرتفوی می‌باشد. تخصیص ایده‌آل دارایی‌ها، بسته به قدرت ریسک پذیری سرمایه‌گذاران می‌باشد.
تخصیص دارایی یک استراتژی سرمایه‌گذاری است، که هدف آن ایجاد تعادل در ریسک و پاداش ریسک است، که این هدف را از طریق تقسیم دارایی‌های پرتفوی بر اساس اهداف شخصی، میزان ریسک پذیری و افق سرمایه‌گذاری سرمایه گذاران دنبال می‌کند.
در بیانی ساده، تخصیص دارایی به معنای تقسیم منابع مالی بین گروه‌های مختلف دارایی، مانند سهام، اوراق مشارکت، صندوق‌های سرمایه‌گذاری، املاک و مستغلات، سپرده‌گذاری و دیگر مکان‌های سرمایه‌گذاری است. به این صورت ممکن است در پایان سال، املاک و مستغلات افزایش قیمت داشته باشند، در حالی که سهام بورسی با کاهش مواجه باشند، در نتیجه سود حاصل از املاک، زیان سهام را جبران خواهد کرد. همچنین، هر کدام از گروه‌های سرمایه‌گذاری نیز بهتر است به تنهایی، به زیرشاخه‌های متنوعی تقسیم شود. به‌طور نمونه، اگر بخشی از سرمایه خود، مثلاً ۴۰ درصد، را به سهام بورسی اختصاص داده‌اید، توصیه می‌شود این «تخصیص دارایی» را جهت خرید سهام گوناگون به کار گیرید.

## طبقات دارایی
طبقه دارایی، گروهی از منابع اقتصادی است که دارای خصوصیات مشابهی مانند ریسک پذیری و بازده است. انواع بسیاری از دارایی ها وجود دارند که ممکن است در استراتژی تخصیص دارایی لحاظ بشوند یا نشوند.

## دارایی عرفی
طبقات دارایی “عرفی” سهام ، اوراق قرضه و پول نقد هستند :
- دارایی : ارزش ، سود ، رشد یا بخش خاص (یا “ترکیبی” از هر دو یا چند مورد قبلی) ؛ سرمایه زیاد در مقابل سرمایه متوسط ، سرمایه کم یا میکرو سرمایه ؛ بازار های داخلی ، خارجی (توسعه یافته) ، نوظهور یا مرزی
- اوراق قرضه (اوراق بهادار عموماً با درآمد ثابت) : درجه سرمایه گذاری یا اوراق قرضه ی پربهره (بازده بالا) ؛ دولت یا شرکت های بزرگ؛ کوتاه مدت، میان مدت، بلند مدت؛ بازارهای داخلی، خارجی، نوظهور
- وجه نقدی و معادل نقدی (به عنوان مثال، حساب سپرده، صندوق بازار پول)

تخصیص بین این سه ، نقطه شروع را فراهم می کند. معمولاً ابزارهای ترکیبی مانند اوراق قرضه قابل تبدیل و سهام ترجیحی در نظر گرفته می شوند و به عنوان ترکیبی از اوراق قرضه و سهام به شمارش می روند.

## دارایی های جایگزین
سایر دارایی های جایگزین که ممکن است در نظر گرفته شود شامل :
- کالاها : فلزات گرانبها ، فلزات غیر آهنی، کشاورزی، انرژی، و غیره.
- املاک تجاری یا مسکونی (همچنین REITs)
- اجناس قابل جمع آوری مانند آثار هنری، سکه یا تمبر
- محصولات بیمه ای (بیمه مستمری سالیانه، بیمه مسکن ، اوراق بهادار حادثه ، محصولات بیمه زندگی شخصی و غیره)
- مشتقات از قبیل استراتژی های طولانی مدت یا خنثی بازار، گزینه ها، بدهی وثیقه شده و معاملات آتی
- ارز خارجی
- سرمایه گذاری مخاطره آمیز
- سهام خصوصی
- اوراق بهادار فرسوده
- زیرسازی
- صندوق سرمایه گذاری تامینی